# Calamagrostis minarovii
Calamagrostis minarovii là một loài thực vật có hoa trong họ Hòa thảo. Loài này được Hüseyin mô tả khoa học đầu tiên năm 1988.